# Jazz Dance

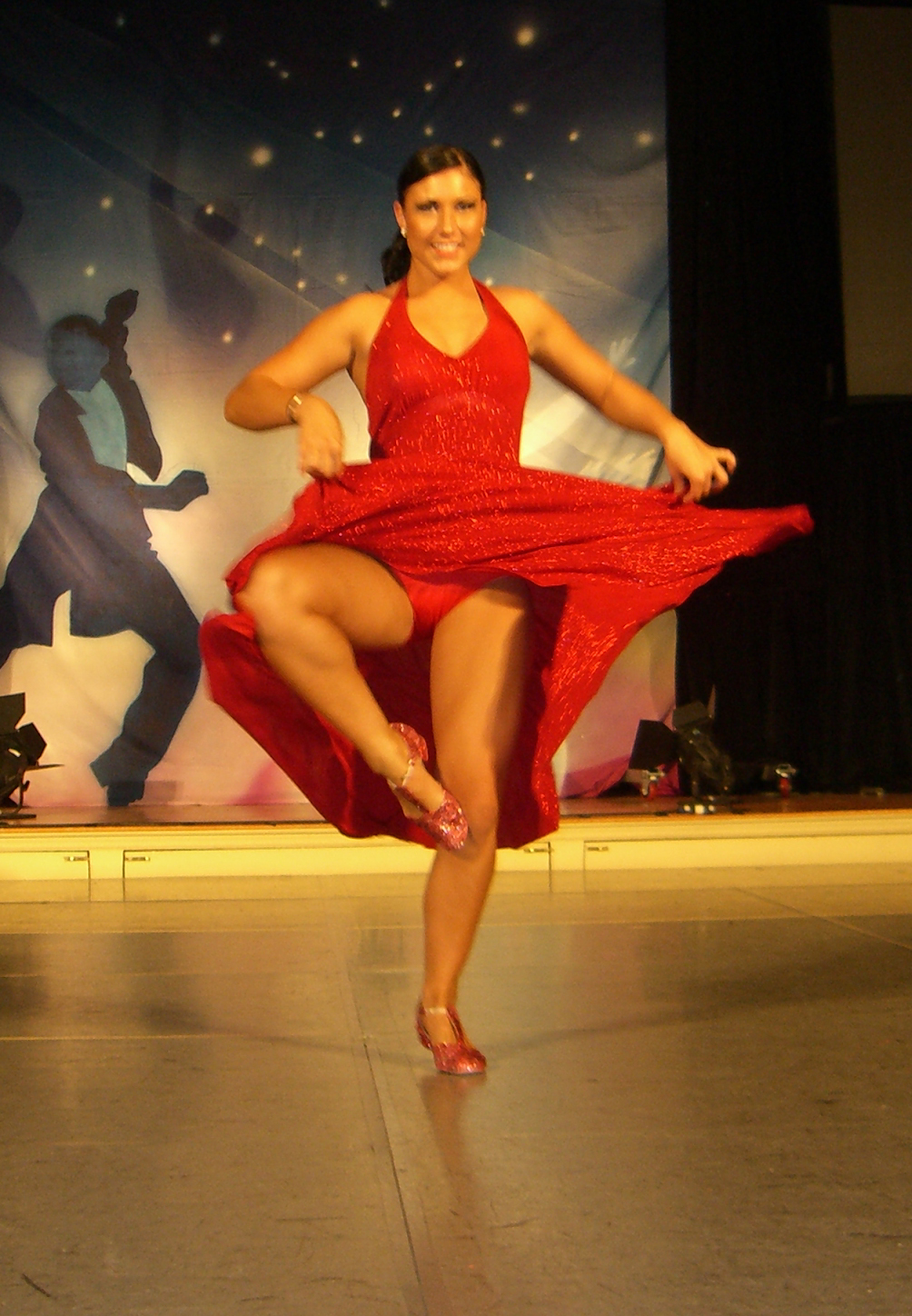
Solistin Jovana Ivanovic bei der Jazzdance Weltmeisterschaft 2006 in Boston – Choreographie Petra A. Budinger – Thema „The Red Shoes“

Jazz Dance ist eine in den USA entstandene Form des zeitgenössischen Tanzes bzw. zeitgenössischen Gesellschafts- und Kunsttanzes.
Ursprünglich war die musikalische Grundlage die Jazzmusik; heute werden in der Regel die Top-Titel aus den Pop-Charts verwendet. Der Jazz Dance entwickelte sich aus den zahllosen Tanzstilen der multikulturellen Gesellschaft der USA. Ein wesentlicher Bestandteil sind afroamerikanische Tanzstile (teils auf Angola und den Kongo zurückzuführen), die im 19. Jahrhundert mit Sklaven nach Amerika kamen.

## Allgemeines
Mit dem Entstehen der ersten Formen der Jazzmusik ab der ersten Dekade des 20. Jahrhunderts vermischten sich nicht nur die Musik-, sondern auch die Tanzstile der amerikanischen kulturellen und ethnischen Gruppen. Daraus entstanden teils zahllose Modetänze wie Cakewalk, Turkey Trot oder Charleston, aber auch beispielsweise der moderne Stepptanz. All diese Tanzformen fanden Eingang in den Jazztanz als Straßen-, Gesellschafts- und Unterhaltungstanz (Vernacular Jazz Dance, heute meist als Authentic Jazz bezeichnet). Einige der Jazztänze weisen Bewegungsmuster auf, die auf afrikanische und frühe Sklaventänze zurückgehen. Aber auch europäische, arabische, indianische und asiatische Bewegungsmuster fanden Eingang. Um 1940 hatte der Modern Jazz Dance einen ersten Höhepunkt. In den fünfziger und sechziger Jahren wurden Elemente des Jazztanzes in Ballett und Modern Dance integriert. Ab 1960 wurde der so entstandene moderne Jazz und Modern Dance auch in Europa populär. Er betont die Körperlinie, schnelle, genaue Fußarbeit und rhythmische Körperbewegungen. Das Bewegungszentrum  ist das Becken. Mit der Renaissance des Swing, besonders des Lindy Hop, wird der Vernacular Jazz Dance wieder gepflegt und verbreitet; allerdings meist ohne Berührung zum modernen Jazztanz, der sich von den Wurzeln fortentwickelt hat.

## Situation in Deutschland
In Deutschland wurde der Jazztanz seit Ende der 1950er Jahre namentlich durch die Kurse an der Internationalen Sommerakademie des Tanzes in Krefeld und Köln von Dozenten wie Alvin Ailey, Frank Wagner, Walter Nicks, Donald McKayle oder Lynn Simonson bekannt. Ab Mitte der 1970er Jahre erlebte der Jazztanz in Deutschland einen enormen Aufstieg. Amerikanische Tänzer und Choreographen organisierten Workshoptourneen in Tanzstudios quer durch Deutschland und begeisterten eine große Zahl von Laien und professionellen Tänzern für diese in Deutschland relativ neue Tanzform. Vor allen Dingen Alvin McDuffie, Ralph Paul Haze, Gus Giordano, Matt Mattox und Milton Meyers waren führende Pädagogen in dieser frühen Zeit des Jazztanzes in Deutschland. Aus Holland kam Dick O'Swanborn und aus Schweden Jessica Iwanson, die den Jazztanz zunächst in München bekannt machte. Die Kölner Sommerakademie lud immer neue Lehrer ein und prägte damit in den 1960er, 1970er und 1980er Jahren wesentlich die Jazztanzszene in Deutschland; eine Rolle, die später die Tanzwochen Wien übernehmen sollten. Anfang der 1980er war es vor allen Dingen Charles (auch Chuck) Moore aus Los Angeles, der wie kaum ein anderer die deutsche – und später die schwedische – Jazztanzszene beeinflussen sollte. Anfang der 1990er Jahre gelangte mit Max Stone, Billy Goodson, Phineas Newborn und dem Michael Jackson-Choreografen Vincent Patterson eine neue Welle von Jazztanzlehrern nach Deutschland.